# 金斯曼 (伊利諾伊州)
金斯曼（英語：Kinsman）是位於美國伊利諾伊州格蘭迪縣的一個村落。

## 地理
金斯曼的座標為41°11′26″N 88°34′41″W / 41.19056°N 88.57806°W，而該地最高點為海拔高度200米（即656英尺）。

## 人口
根據2010年美國人口普查的數據，金斯曼的面積為0.17平方千米，當中陸地面積為0.17平方千米，而水域面積為0.00平方千米。當地共有人口99人，而人口密度為每平方千米582人。